# 住友グループ
住友グループ（すみともグループ、英語: Sumitomo Group）は、世界最古の歴史を持つ住友財閥の流れを汲む日本の企業グループ。源流企業は1590年創業の住友金属鉱山。
住友グループの中核とされる、三井住友銀行（旧住友銀行）・住友金属工業（現在の日本製鉄でグループを離脱）・住友化学3社を「住友御三家」、住友商事・住友電気工業・日本電気（NEC）3社を「住友新御三家」と呼ぶ。この御三家とは別に、祖業の住友金属鉱山を筆頭とした「新居浜4社」と呼ばれる住友化学・住友重機械工業・住友林業各社は住友の源流でもあるためグループの中でも大きい存在である。住友商事や住友不動産は、業界内では比較的規模が大きいものの、住友グループとしては戦後に発足した歴史の浅い企業である（住友不動産は財閥解体により清算した住友本社を吸収合併している）。
住友は、「組織の三菱」と呼ばれる三菱グループ以上に「結束の住友」として井桁マークののれんにこだわった。また、住友グループ主要企業の社長会である「白水会」においては、他の企業よりも数が少なく、それだけ直系を重視している。

## 歴史
住友政友（住友家）が京都で開いた「富士屋」が発祥であり、企業グループとしての住友は、愛媛県新居浜市にあった別子銅山（後の住友金属鉱山）から始まる。住友財閥は戦後にGHQによる財閥解体を経て、現在は旧財閥を由来とする三菱や三井と同様に、グループ各社同士の資本関係はほとんどなく、住友グループを統括する持株会社のようなものもない。
早くから東京に拠点を置いた三井・三菱両グループに対し、住友グループは長らく大阪の地に拘り続け、今も大阪に本社を置く住友グループの企業は多い。大阪市の中でも中央区の船場・北浜（淀屋橋）界隈は三井住友銀行大阪本店ビル（旧住友銀行本店ビル）や住友ビルディングを中心に住友グループの各社の本社や大阪の拠点が集積していることから「住友村」と呼ばれる。住友グループにあっては、少なくとも高度成長期までは名実共に大阪にその中心を置いていた企業が多かったことも事実であり、グループの中核であった住友銀行は、在阪三大都市銀行の一角であった。「住友」と言えば即座に大阪を連想することが多く実際、関西地区においては、特に年配者層を中心に、今もってなお三井・三菱両グループよりも住友グループのプレゼンス・社会的ステータスをより一段と高く評価することが多く住友グループの大阪での存在感も健在と言える。
2001年4月に住友銀行が、三井銀行の流れを汲む三井グループのさくら銀行と合併し、三井住友銀行（三井住友フィナンシャルグループ）が誕生した際は、住友と三井の合併が進むかに見えた。しかし、住友化学と三井化学のように、住友系企業と三井系企業の合併が白紙撤回されるケースもある。また、三井住友銀行となって、設立した三井住友フィナンシャルグループ（SMBCグループ）には同じ住友の金融系である住友信託銀行は参加しないなど、業界における住友系企業が結束するとは限らない。なお住友信託銀行は、2011年に中央三井トラスト・ホールディングス（傘下に旧中央三井信託銀行と旧中央三井アセット信託銀行の2行を有した）との株式交換により経営統合した三井住友トラスト・ホールディングスの傘下となった後、2012年4月1日には、持株会社傘下の3信託銀行が合併し、住友信託銀行を存続行として三井住友信託銀行が発足した。
日本最大の組織設計事務所であり、東京タワー、東京ドーム、京都迎賓館等、日本に置ける主要な建築物の多くの設計業務をてがけている日建設計は、戦後、日本建設産業（住友商事の前身）から独立し、現在に至っている会社である。そのため、住友系企業の自社ビルはほとんどが日建設計によるものである。
2008年には、経営危機に瀕した住友石炭鉱業（現・住石マテリアルズ）が、住石ホールディングスを設立し住友グループ広報委員会から脱会しており、同ホームページ上はグループ外企業の扱いとなっている。
1985年のつくば万博の住友館では、住友グループにとって初の試みとなる、3D大型立体映像アトラクション「大地の詩」にも制作協力に関わっていた。現在、住友グループは1990年の「国際花と緑の博覧会」を最後に博覧会などによるパビリオンへ出展していないが、2025年に開催予定の大阪・関西万博に出展を予定している。

## 住友グループ主要各社
子会社や関連会社まで含めると膨大な数に上る為、住友グループ広報委員会（33社）及び住友グループの社長会である白水会（19社）に参加している会社に絞った。尚、白水会19社は全て住友グループ広報委員会に参加している。
| 社名 (太字は住友グループ中核企業) | 住友グループ 広報委員会 | 白水会 | 備考 |
| --------------------------------- | ----------------------- | ------ | ---- |
| 住友大阪セメント                  | Yes                     | Yes    |      |
| 住友金属鉱山                      | Yes                     | Yes    |      |
| 住友精密工業                      | Yes                     | —      |      |
| 住友化学                          | Yes                     | Yes    |      |
| 住友精化                          | Yes                     | —      |      |
| 住友ファーマ                      | Yes                     | Yes    |      |
| 住友ベークライト                  | Yes                     | Yes    |      |
| 住友重機械工業                    | Yes                     | Yes    |      |
| 住友建機                          | Yes                     | —      |      |
| 住友電気工業                      | Yes                     | Yes    |      |
| 住友電設                          | Yes                     | —      |      |
| 住友電装                          | Yes                     | —      |      |
| 住友ゴム工業                      | Yes                     | Yes    |      |
| 住友理工                          | Yes                     | —      |      |
| 日新電機                          | Yes                     | —      |      |
| 明電舎                            | Yes                     | —      |      |
| 日本電気                          | Yes                     | Yes    |      |
| 日本板硝子                        | Yes                     | Yes    |      |
| 住友林業                          | Yes                     | Yes    |      |
| 住友不動産                        | Yes                     | Yes    |      |
| 住友倉庫                          | Yes                     | Yes    |      |
| 住友商事                          | Yes                     | Yes    |      |
| SCSK                              | Yes                     | —      |      |
| 住友三井オートサービス            | Yes                     | —      | ※    |
| 三井住友建設                      | Yes                     | Yes    | ※    |
| 三井住友海上火災保険              | Yes                     | Yes    | ※    |
| 三井住友銀行                      | Yes                     | Yes    | ※    |
| 三井住友ファイナンス&リース       | Yes                     | —      | ※    |
| 三井住友カード                    | Yes                     | —      | ※    |
| SMBC日興証券                      | Yes                     | —      | ※    |
| 日本総合研究所                    | Yes                     | —      | ※    |
| 三井住友信託銀行                  | Yes                     | Yes    | ※    |
| 住友生命保険                      | Yes                     | Yes    |      |

備考欄の「※」の会社は、三井グループでもある。
※注1：住友軽金属及び住友精密の両社は、住友金属より分離独立した会社。
※注2：三井住友銀行（旧住友銀行）と、三井住友信託銀行（旧住友信託銀行）の両行は1993年頃より広報委員会に加盟。
これに伴い、「旧住友VISAカード（現：三井住友VISAカード）」から、正式社名の「旧住友クレジットサービス（現：三井住友カード）」へ名義変更した。なお1980年代半ば頃から加盟していた旧住友信託銀行子会社であった、「旧住信VISAカード（現：三井住友トラストVISAカード）」（旧住信カード - 現：三井住友トラスト・カードが発行）は脱退した。
※注3：2000年頃に住友建機（旧）を解体、クレーン車以外の建機事業を親会社・住友重機械が新設する住友建機（新）（旧会社の製造・販売子会社譲受後に中間持株会社となる）へ譲渡、旧会社は住友重機械建機クレーンに商号変更（後に日立建機とクレーン車事業で包括提携、事業統合して現在の社名へ変更（住友重機械工業を参照））。
※注4：三井住友フィナンシャルグループ（三井住友銀行・日本総研・三井住友カード・SMBC日興証券等の金融持株会社。純粋持株会社でもある）と住友商事はリース分野で包括提携、系列リース会社と系列自動車リース会社がそれぞれ2007年秋に統合され、新会社（三井住友ファイナンス&リース・住友三井オートサービス）が発足した。

## かつて広報委員会に加盟していた企業の現時点の動向
- 住友金属工業 - 2012年10月1日に新日本製鐵と合併し、新会社「新日鐵住金（2019年4月1日に日本製鉄に商号変更）」となり、グループ離脱。
- アンリツ
- 住石マテリアルズ
- 共同酸素（現・エア・ウォーター） - 2000年に大同ほくさんとの合併と同時に離脱。
- 小倉興産
- 住友アルミニウム製錬 - 住友化学を中心に住友系複数社によって設立。しかし1980年代に入って二度のオイルショックを迎え経営危機に陥り、1982年に会社清算・解散。
- 日本パイプ製造（現・日鉄鋼管） - 1981年頃まで加盟（以降、日本ステンレス（以下の項目を参照））。
- ダイキン工業 - 住友金属の翼下から離れた後も当面は加盟を維持したが、住友特殊金属と同時期に広報委員会を脱退。金融機関の一部に住友系が入っていることで、住友グループとのつながりを維持。
- 筒中プラスチック工業 - 戦後に住化グループと日本板硝子を中心に住友系各社によって買収。ただし加盟したのは平成以降で、2000年以降に住友ベークライト（以下、住友ベーク）の実質子会社化し、脱退。
- 日本ステンレス - 1981年頃より1992年頃まで加盟（住友金属による吸収合併に伴うもの）。
- 日本電気硝子
- 日本電気ホームエレクトロニクス（旧新日本電気から分離独立） - 日本電気（NEC）の全額出資によって、電子部品等の製造販売を主力事業とする会社として設立。その後に企業分割などを経て各種コンピュータ機器（同社が独自のシリーズ機種を生み出した事は大いに有名）や映像関連機器（衛星放送受信機器の（パラボラアンテナを捩った）パラボーラシリーズが有名だった）、さらにはビデオゲーム機器（のちにPCエンジンシリーズ（亜種機を含む）誕生）を手がけるなどして企業イメージ向上を図ったが、バブル崩壊や巨額赤字等により負債が膨らみ、結果的に会社解体・解散。
- 広栄化学工業 - 住友化学系列（現・住化グループ）。1992年頃上場を機に広報委員会を加盟したが、わずか数年で脱退。
- 神東塗料 - 住友化学系列（現・住化グループ）。バブル崩壊等による経営不振もあり1993年で脱退。
- 第一中央汽船 - 商船三井系列だが、住友金属やその他の住友グループ各社とも関係が深い。但し、住友金属は同社への出資比率を徐々に落とし、現在は2割を切っている。
- 住友特殊金属（現・プロテリアルNEOMAX事業部） - 住友金属から分離独立。会社設立当初は磁力鋼部門のみであったが電子材料部門に進出。1980年代後半よりCIを導入し、社名フォントを住友金属のものを斜体にしたものから手書き風の明朝体を斜体にしたものへと変更した。その後、1990年代後半の経営不振により日立金属（現・プロテリアル）に同社の経営権が移動。主力商品であったNEOMAXを新社名として採用し、ダイキン工業と同時期に広報委員会を脱退した。
- 住友シチックス（現・大阪チタニウムテクノロジーズ（旧住友チタニウム）（スポンジチタン事業）・SUMCO（旧三菱住友シリコン）（シリコンウエハー事業）） - 1937年設立の大阪特殊製鉄所が起源であり、のちに大阪チタニウム製造、さらに住友シチックスへ社名を変更。住友金属と神戸製鋼から相次いで出資を受けていた。その後、神戸製鋼による事実上の資本撤退を受け住友グループ主導で経営再建を目指していたが、住友金属に吸収合併され同社のシチックス事業部となることに伴って広報委員会から脱退。
- 鳴海製陶 - 住友金属から分離独立、その後エレクトロニクス事業に進出するも住友金属が新設した子会社へ事業分割・譲渡。同社はボーンチャイナ専業となって再建を目指すも経営不振が続き、この結果MBOを行い、グループから離脱。
- 栄泉不動産 - 住友生命系のビル管理会社が発祥の中堅不動産会社。一時期、住友グループ各社や松下電器やアサヒビール等も資本参加していたが、現在は同グループを離脱。
- 住友軽金属工業 - 住友金属から分離独立。その後上場して社長会の「白水会」と広報委員会に参加。バブル崩壊や経営環境変化に伴い事業再編を進め、旧住友金属との関係見直しにより系列関係を切った。その後、新たなるパートナーとして古河電工アルミ事業連結子会社・古河スカイと合併してUACJに社名変更した。

## 提供番組
2016年現在、住友グループとして提供・協賛する番組は存在していないため、全て過去のものである。
- 野生の王国（毎日放送　番組自体はTBS系に移籍後[注 3]も続いていたが、NET系時代は住友グループの1社提供であった）
  - ランデブークイズ・ペアでハッスル（毎日放送）
- 全国高校野球選手権大会中継（朝日放送 1963 - 94年に提供 イニング間に大会期間限定のオリジナルワイプCMを甲子園のスタンド風景と一緒に写しつつ放送。各イニングスにつき当初2社→1990年代は3社がCMを提供した、BGMは一時期を除き下記「夜明けの若者」のインスト版だった。）
- 全国高校ラグビーフットボール大会（毎日放送 1981 - 2002年に提供）

なお、NEC軽井沢72ゴルフトーナメント（フジテレビジョン製作・長野放送協力）でも、NECが住友グループの企業であることから一部のグループ傘下企業が番組を協賛しているが、上述の各番組のような住友グループ各社全体での提供や共通CMの放送はしていない。

### 企業CMイメージソング
- 1979年 - 1981年 「海の向こうに」（歌・堀内孝雄）
- 1981年 - 1984年 「夜明けの若者」（歌・藤原誠）
- 1984年 - 1988年 「未来の芽 大切に」（歌・岸正之）
- 1988年 - 1993年 「ONE BY ONE」（歌・タケカワユキヒデ）
- 1993年 - 1990年代後半 「Will」（歌・SING LIKE TALKING）
- 1990年代後半 - 2002年 「Precious」（歌・露崎春女）

## グループメッセージ
- 「躍進する住友グループ」（1963年 - 73年）
- 「大きな愛を育てよう」（1973年 - 79年）
- 「明日の世代を育てよう」（1979年 - 84年）
- 「未来の芽 大切に」（1984年 - 93年）※メッセージと共に、シンボルマーク[注 4]も制定されていた。
- 「大切なこと 人から人へ」（1993年 - ）

## 井桁マーク
1590年に蘇我理右衛門が興した京都で銅精錬、銅細工の店の屋号・泉屋にちなみ「井桁」を商標として用いたのが始まり。大正2年（1913年）に独自の形状・寸法割合を創案、商標として登録した住友井桁マークが現在も踏襲されている。井桁マークの社章は三井住友フィナンシャルグループや三井住友トラスト・ホールディングスのような「非」住友グループと合併した企業や、日本電気（NEC）や明電舎のように「住友」と名乗っていない企業では使われていない。また、各企業ごとに井桁マークの色が異なる。
なお、北九州市小倉北区の百貨店「井筒屋」、および福島県郡山市の「うすい百貨店」の旧ロゴも井桁マークを使っているが、住友グループとの人的、資本的関係はない。

### 注
1. ↑  住友電工が開発した超硬合金「イゲタロイ」は、住友の井桁マークにちなんだネーミングである。
2. ↑  三菱の創業地は大阪市
3. ↑  TBS系になってからは住友グループ傘下のNECグループが1社提供した時代がある。
4. ↑  テレビCM最後のグループ名表記と提供テロップの中央に、大きく表示。井桁マークはグループ名左横に表示。
5. ↑  住友銀行時代は井桁マークを使用していたが、さくら銀行と合併して三井住友銀行が発足して以後は井桁マークを使用していない。
6. ↑  住友信託銀行時代は井桁マークを使用していたが、中央三井信託銀行および中央三井アセット信託銀行と合併して三井住友信託銀行が発足して以後は井桁マークを使用していない。